# Filmstarts
Filmstarts ist ein Online-Portal rund um die Medien Film und Fernsehen. Während zu Beginn vor allem Kritiken zu aktuellen Kinofilmen im Vordergrund standen, hat Filmstarts im Laufe der Zeit ein immer größeres Unterhaltungsangebot entwickelt. Derzeit umfasst das Spektrum neben den Filmkritiken außerdem täglich aktualisierte Filmnachrichten, Berichte von Festivals und Premieren, (Video-)Interviews, Trailer, DVD- und Serien-Rezensionen, Themen-Specials, Bildergalerien, Charts (Ranglisten), Einspielergebnisse, Höhepunkte der Fernsehunterhaltung sowie diverse Beteiligungsmöglichkeiten für die Besucher der Website.

## Geschichte
Die Filmstarts GbR wurde im Jahr 2001 von Carsten Baumgardt (Journalist) und Tobias Leckeband (Programmierer) gegründet. Am 17. Januar 2002 ging die erste Version von Filmstarts online. Im März 2003 wurde Jürgen Armbruster Mitgesellschafter der Filmstarts GbR.
Im März 2009 firmierte die Filmstarts GbR in die Filmstarts GmbH um. Filmstarts ist seitdem eine Tochter der 1993 von Jean-David Blanc und Patrick Holzman gegründeten Allociné-Gruppe aus Frankreich. Hauptsitz und Redaktion von Filmstarts befanden sich bis zum Jahr 2012 in Berlin-Mitte. Dann wechselte die Firma die Büroräumlichkeiten und zog in den Berliner Stadtteil Friedrichshain um. Geschäftsführer wurde Grégoire Lassalle, der gleichzeitig CEO der Allociné-Gruppe ist. Ab November 2010 leitet Michael Jogwer als Managing Director und Prokurist die Geschäfte in Deutschland.
Seit 2013 zählt Filmstarts zu den Marken von Webedia in Deutschland. Das Unternehmen wurde in diesem Zuge zur Webedia GmbH umfirmiert. Seit Januar 2018 ist Marc-Andreas Albert Geschäftsführer der Webedia GmbH in Deutschland.

## Angebot
Auf dem Portal findet man eine Datenbank mit Informationen zu mehr als 70.000 Filmen, 400.000 Starseiten, 5.000 Fernsehserien und Programme von rund 2.500 Kinos in Deutschland.
Filmstarts war im Dezember 2024 mit 35,1 Millionen Besuchen laut den offiziellen Zahlen der Online-IVW das größte deutsche Film-Portal – vor Kino.de (17,2 Millionen Visits) und Moviepilot (16,2 Millionen Visits).
Zum 31. Dezember 2024 hat Filmstarts zusammen mit 47 weiteren Einzelangeboten und Zusammenschlüssen, darunter Der Spiegel, Zeit Online, Gamestar und Frankfurter Allgemeine die Messung durch die Online-IVW verlassen.